# Scaramouche – de tusen äventyrens man (film)
Scaramouche – de tusen äventyrens man (engelska: Scaramouche) är en amerikansk romantisk äventyrsfilm från 1952 i regi av George Sidney. Manuset, skrivet av Ronald Millar och George Froeschel, är baserat på Rafael Sabatinis roman Scaramouche - de tusen äventyrens man från 1921. I huvudrollerna ses Stewart Granger, Eleanor Parker, Janet Leigh och Mel Ferrer.

## Rollista i urval
- Stewart Granger – Andre Moreau
- Eleanor Parker – Lenore
- Janet Leigh – Aline de Gavrillac de Bourbon
- Mel Ferrer – Noel, Marquis de Maynes
- Henry Wilcoxon – Chevalier de Chabrillaine
- Nina Foch – Marie-Antoinette
- Richard Anderson – Philippe de Valmorin
- Robert Coote – Gaston Binet
- Lewis Stone – Georges de Valmorin, Philippes pappa och Andres fosterpappa
- Elisabeth Risdon – Isabelle de Valmorin, Philippes mamma
- Howard Freeman – Michael Vanneau
- Curtis Cooksey – Advokat Fabian
- John Dehner – Doutreval av Dijon
- John Litel – Dr Dubuque
- Owen McGiveney – Punchinello